# フランコ・グッリ
フランコ・グッリ（Franco Gulli、1926年9月1日 - 2001年11月20日）は、イタリア出身のヴァイオリン奏者。

## 経歴
トリエステに生まれ、オタカール・シェフチークとヤン・マルジャークの薫陶を受けたヴァイオリニストの父から音楽の手ほどきを受ける。その後タルティーニ音楽院を経てキジアーナ音楽院でアリゴ・セラートにヴァイオリンを学び、ヨーゼフ・シゲティの教えも受けた。第二次世界大戦後はイ・ポメリッジ・ムジカーリやローマ合奏団のメンバーとして演奏活動を行い、1962年にはローマ合奏団のソリストとして初来日を果たしている。
1959年にはフェデリコ・モンペリオによって補筆されたニコロ・パガニーニのヴァイオリン協奏曲第5番をルチアーノ・ロサーダと共にシエナで初演した。
室内楽にも熱心で、妻のエンリカ・カヴァッロとのデュオのほか、ブルーノ・ジュランナ、ジャチント・カラミアらとイタリア弦楽三重奏団を結成している。
教師として、母校のキジアーナ音楽院、ルツェルン音楽院などで教鞭をとっていたが1972年にインディアナ大学の教授となった。東京音楽大学でもマスター・クラスを開講していた。
インディアナ州ブルーミントンにて没。